# 生力軍

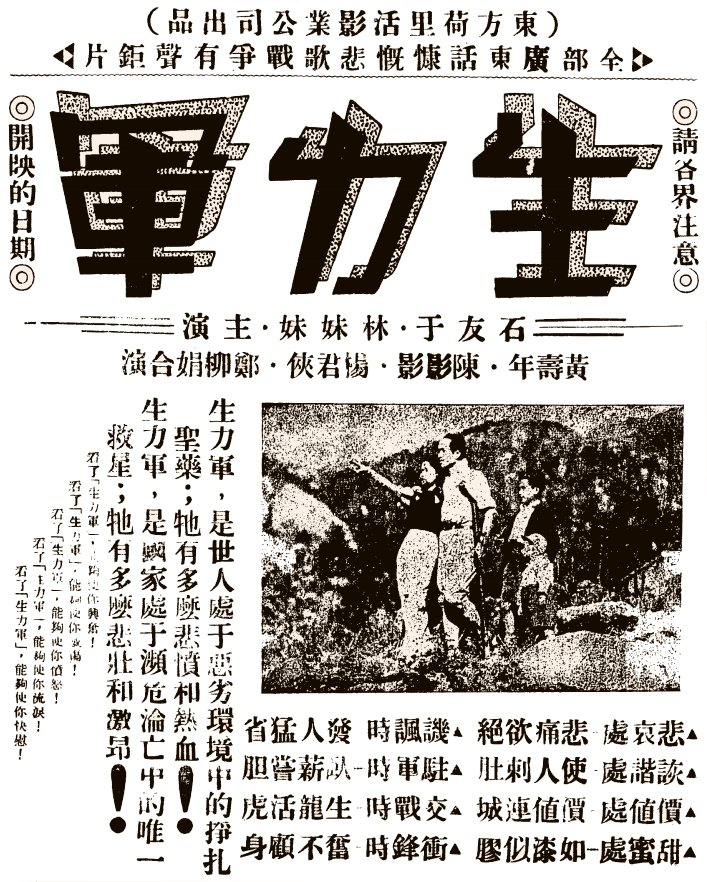
香港『東方荷里活影業公司』出品慷慨悲壯歌唱戰爭粵語片《生力軍》宣傳廣告

《生力軍》是一齣新加坡投資者提供資金，在香港出品的慷慨悲情歌唱戰爭愛國粵語片。以牧場為背景，劇旨顯出人生處於惡劣環境之下，應該奮鬥而獲得生存。在國家處於危亡的時候，必須有一枝由民眾自發組成的生力軍，作為政府的後盾，否則不容易退敵，挽救國家。

## 劇組人員
- 監製：郭志誠；
- 導演：；
- 編劇：；
- 攝影：湯劍廷；
- 佈景：蘇漢鵬；
- 收音師：鄺富、鄺誠。
- 音樂師：林浩然、梁午初、譚沛鋆、宋子光。

## 演員表[4]
- 飾演牧場工人高志強；
- 林妹妹飾演鄰家女鄧玉珍；
- 黃壽年；
- 劉桂康飾演胖男僕；
- 楊君俠；
- 陳影影飾演農場主人女兒劉麗蓮；
- 黃河飾演二世祖惡少甘萬呈；
- 朱桂清飾演胖女僕；
- 關鶴齡飾演匪黨；
- 何夢影飾演高志強的母親高李氏；
- 鄭柳娟、譚弓、蘇彪、梁若呆、……等聯合演出。

## 電影榮譽

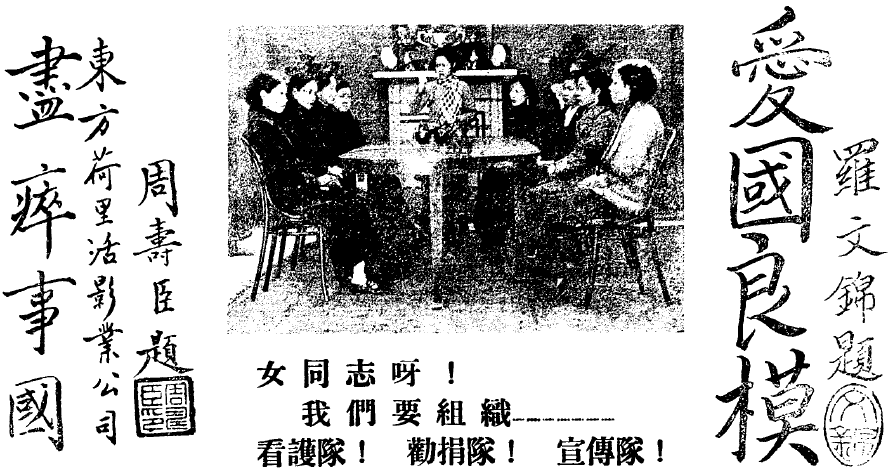
香港粵語片《生力軍》廣告宣傳（1936年）

## 電影榮譽[5]
香港名流題字嘉許：
- 羅旭龢：『誠傑構也』；
- 羅文錦：『愛國良模』；
- 周壽臣：『盡瘁事國』。

## 電影本事[6]
智勇雙全的少年高志強是一名牧場工人，牧場主人的懷春女兒劉麗蓮傾心於高志強，常常發浪借故親近追求，然而「神女有心，襄王無夢」。其時，二世祖甘萬呈亦鍾情於劉麗蓮，視高志強為情敵，因此經常向牧場主人講盡讒言來誹謗高志強，終於導致高志強被辭退。高志強失業之後，禍不單行，母親亦因病逝世，更因欠租金，慘被業主驅趕，被迫攜着兩名幼年弟弟流落街頭乞食。幸好，鄰居少女鄧玉珍慷慨贈金幫忙，暫渡難關。最後，高志強被迫把兩名幼年弟弟送入孤兒院棲身，自己獨自投身加入生力軍為國效力。因為在戰壕裡奮勇拯救軍長，被擢升為連長，其後高志強在戰場奮勇殺敵，不幸其左腿被炸成殘廢！返回家鄉，與鄧玉珍及兩名幼年弟弟一同唱起電影插曲《凱旋之歌》，電影在他們凝望着隨風飄揚的中華民國國旗時落幕。

## 首輪公映紀錄
- 香港：
  - 1936年4月5日至8日，星期日至星期三，在香港『新世界戲院（New World Theatre）』公映四日。
- 新加坡：
  - 1936年7月17日至20日，星期五至星期一，公映四日，在新加坡大坡二馬路（New Bridge Road）『東方戲院（Oriental Theatre）』（每日放映兩場：晚上七時半及九時半）；小坡海墘十二間（Beach Road）『曼舞羅戲院（Marlborough Theatre）』（每日放映兩場：晚上七時十五分及九時十五分）。

## 公映廣告宣傳句語
- 悲哀處，令人悲痛欲絕。
- 譏諷處，發人猛省。
- 詼諧處，使人刺肚。
- 駐軍時，臥薪嘗膽。
- 價值處，價值連城。
- 交戰時，生龍活虎。
- 甜蜜處，如漆似膠。
- 衝鋒時，奮不顧身。
- 《生力軍》三大劇旨： 
  - （一）喚起國民愛國之心，精誠團結，作政府之後盾，同赴嚴重之國難。
  - （二）表示個人之大志，雖環境惡劣，不灰心，努力奮鬥，以成大器。
  - （三）希望多產純正之國片，增進國片之立場，與外片並駕齊驅。
- 『東方荷里活影業公司』在南中國電影陣線上，可以說：「是異軍突起。」
- 《生力軍》一片，在中國影業進程中，可以說：「是一部光榮的傑作。」
- 《生力軍》是世人處於惡劣環境中的掙扎聖藥；它有多麼悲憤和熱血！
- 《生力軍》是國家處於瀕危淪亡中的唯一救星；它有多麼悲壯和激昂！
- 看了《生力軍》能夠使您興奮！
- 看了《生力軍》能夠使您感傷！
- 看了《生力軍》能夠使您憤怒！
- 看了《生力軍》能夠使您流淚！
- 看了《生力軍》能夠使你快慰！
- 《生力軍》有美麗的畫面！
- 《生力軍》有深刻的表情！
- 《生力軍》有雄壯的軍樂！
- 《生力軍》有數闋動聽名歌！

《快要起來》、《二人情願》、《催眠曲》、《常備》、《仍生存》 。
- 可以少喫一餐飯，不可不看《生力軍》！
- 寧可犧牲十部影片，《生力軍》不可不看！

## 外部連結
- 香港影庫上《生力軍》的資料（繁體中文）
- YouTube上的粵語國防片《生力軍》的電影本事